# Gruppo calcistico femminile milanese
Il Gruppo femminile calcistico milanese, noto anche come Gfc, è stata una squadra di calcio, nata a Milano alla fine del 1932. È stata la prima squadra femminile di calcio italiana.

## Storia

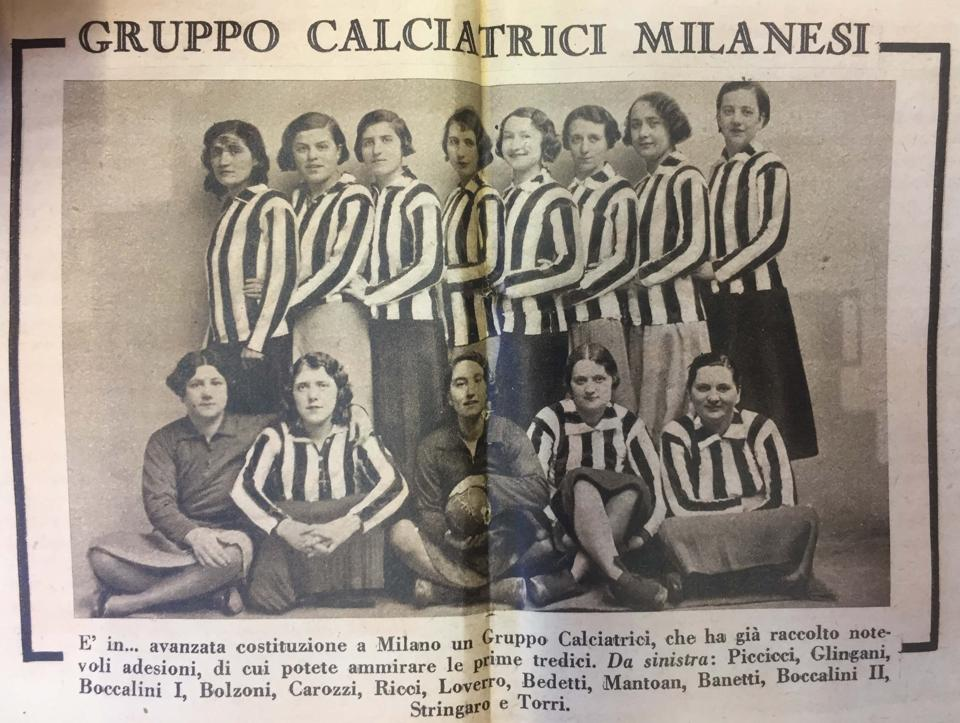
La prima foto ufficiale del Gfc pubblicata su il Calcio Illustrato

Fra la primavera e l’estate del 1933 a Milano germinò e quindi fiorì il primo tentativo di calcio femminile in Italia. La squadra fu fondata da Giovanna Boccalini con le sue sorelle ed altre appassionate di calcio quasi tutte tra i 15 e i 20 anni (la più giovane, Elena Cappella, ne aveva 14). Le più anziane formano anche il Direttorio, organo di autogoverno del gruppo. Il tentativo, in un primo tempo permesso dal gerarca Leandro Arpinati (in quel momento presidente del CONI e quindi ras assoluto dello sport italiano), venne poi stroncato nell’autunno dello stesso anno, sotto la nuova presidenza di Achille Starace. 
Le ragazze annunciarono ai giornali la nascita del gruppo, chiedendo al contempo l’approvazione alle autorità fasciste cui erano demandate tali richieste, ovvero le autorità provinciali. L’ufficio di pertinenza trasmise la richiesta a Roma. L’esito pareva abbastanza scontato, eppure, quando la richiesta arrivò sulla sua scrivania, il gerarca bolognese Leandro Arpinati, da anni ras dello sport italiano, capo sia del CONI che della FIGC, concesse l’autorizzazione, a patto però che le ragazze, visto il carattere sperimentale della cosa, giocassero a porte chiuse. Arpinati, tifoso del Bologna e appassionatissimo della pratica sportiva in generale, aveva già sostenuto la diffusione del nuoto femminile, quindi probabilmente vedeva di buon occhio questo tentativo venuto dal basso, nell’ottica di quel generale clima di sperimentazione che in quegli anni il regime, spesso anche contraddittoriamente, stava intraprendendo nell’ambito dello sport femminile.
Per quanto riguarda la stampa possiamo rintracciare tre diversi atteggiamenti: alcuni giornali si rifiutarono di parlarne, dichiarandolo anche ai propri lettori, in quanto ritenevano il calcio femminile un fenomeno da baraccone; molti ne parlarono per dileggiare le ragazze, con articoli ma anche con vignette, spesso di dubbio gusto, in cui le si dipingeva alternativamente o come dei maschiacci o come delle avventuriere in cerca di marito; qualcuno decise invece di sostenerle.
Nell’ultima categoria, nessuno si spese come Il Calcio Illustrato e il suo giornalista Carlo Brighenti. Il settimanale sportivo milanese, fondato alla fine del 1931 da Leone Boccali, riuscì a tenere una propria linea editoriale almeno fino a metà 1933, risultando per molti aspetti una testata veramente all’avanguardia, e l'attività della squadra fu coperta con articoli, vignette e fotografie dal giornale.
Il 1º aprile 1933 La Gazzetta dello Sport pubblicò il comunicato stampa che annunciava il permesso di Arpinati con l'obbligo di giocare a porte chiuse.
L’obbligo di non essere viste non era l’unico: le ragazze furono spinte a chiedere un certificato medico a Nicola Pende, il direttore dell’Istituto di biotipologia individuale e ortogenesi di Genova, uno dei punti di riferimento per le teorie “scientifiche” dell’epoca che volevano formare i nuovi italiani sotto l’egida del fascismo.
«Io credo che dal lato medico nessun danno può venire né alla linea estetica del corpo, né allo statico degli organi addominali femminili e sessuali in ispecie, da un gioco del calcio razionalizzato e non mirante a campionato, che richiede sforzi di esagerazioni di movimenti muscolari, sempre dannosi all’organismo femminile. Giuoco del calcio dunque, sì, ma per puro diletto e con moderazione!».
Domenica 11 giugno 1933, Il GFC gioca la prima partita ufficiale al campo Fabio Filzi di Milano
indossando una maglia a strisce bianche e nere ispirate a quelle della Juventus. Da una parte c’è il Gs Ambrosiano, dall’altra il Gs Cinzano. Vince quest’ultimo con rete di Mina Bolzoni. Oltre 1000 persone arrivano per vedere giocare le ragazze.
Il 12 giugno 2021, nel corso di una cerimonia alla quale parteciparono il sindaco di Milano Giuseppe Sala e la ex-calciatrice Ilaria Pasqui, al gruppo sportivo è stata intitolata una via al Parco Sempione.

## Regole di gioco
La durata del gioco era stabilita in 2 tempi prima di 15, poi 20 minuti (secondo una fonte 30 minuti, nell’ultima partita del luglio 1933) con pausa di 20 minuti. Il gioco doveva essere limitato al "raso terra" e il pallone doveva essere "poco più grande di una palla di gomma, di quelle con cui giuocano i bambini". 
Col passare del tempo, si passò dall'uso iniziale di portieri donne all'uso di portieri uomini. Oltre alle regole di gioco, sin da subito le calciatrici giocarono in gonna, al ginocchio.
Il ruolo dell'arbitro venne sempre rivestito da uomini.
Il ruolo di massaggiatrice (ma di fatto, anche infermiera) era svolto da una ragazza.

## Calciatrici
In questo elenco sono riportati i nomi di alcune giocatrici del Gfc:
- Brunilde Amodeo
- Maria Bedetti
- Giovanna Boccalini in Barcellona (commissaria della squadra)
- Luisa "Gina" Boccalini
- Marta Boccalini
- Rosa "Rosetta" Boccalini
- Elena Cappella
- Ester Dal Pan
- Wanda Dell'Orto
- Nidia Glingani
- Mina Lang
- Margherita Loverro
- Maria Lucchese
- Anna Piccicci
- Augusta Salina
- Losanna Strigaro
- Ellera Stroppa
- Wanda Torri
- Ninì Zanetti

## Allenatori
- Piero Cardosi: nato nel 1910, giocava a calcio nella squadra dilettantistica del Littoria. Nel 1937 si sposerà con la calciatrice Maria Lucchese (più piccola di un anno). In un secondo momento fu sostituito dall'ex calciatore Umberto Marrè.